# Santa María Xigui
Santa María Xigui är en ort i Mexiko.   Den ligger i kommunen Alfajayucan och delstaten Hidalgo, i den sydöstra delen av landet, 120 km norr om huvudstaden Mexico City. Santa María Xigui ligger 1 852 meter över havet och antalet invånare är 1 104.
Terrängen runt Santa María Xigui är kuperad åt nordost, men åt sydväst är den platt. Terrängen runt Santa María Xigui sluttar norrut. Runt Santa María Xigui är det ganska tätbefolkat, med 155 invånare per kvadratkilometer. Närmaste större samhälle är Alfajayucan, 5,9 km söder om Santa María Xigui. Trakten runt Santa María Xigui består till största delen av jordbruksmark.